# ادوبی این‌دیزاین
اَدوبی این‌دیزاین (به انگلیسی: Adobe InDesign) یک برنامهٔ رایانه‌ای رایج در زمینهٔ نشر رومیزی ساختِ شرکت اَدوبی است. این نرم‌افزار در صنعت چاپ و صفحه‌آرایی به‌کار می‌رود و صورت کلی برای گردآوردن و کنار هم قراردادن نوشته و عناصر نگاره‌ای در قالب صفحات است و عمدتاً به صورت مستقیم برای نگارش و ویرایش متون و نیز ایجاد و تغییر فایل‌های تصویری به‌کار نمی‌رود. از این نرم‌افزار بیشتر در آماده‌سازی مجلات، کتابها، سررسید‌ها، بروشورهای تبلیغاتی و مانند آن‌ها استفاده می‌شود.
این‌دیزاین دارای قابلیت‌های بسیاری در حروف‌نگاری و صفحه‌آرایی است که از آن‌ها می‌توان تنظیم حروف، ایجاد سبک‌های حروف (typographic styles)، ابزار برای تنظیم دقیق قرارگیری عناصر گرافیکی، قابلیت استخراج خودکار اطلاعات از فرمت‌های متنوع و تنظیم اندازه‌های ستون‌ها، کادرها و صفحه‌بندی را نام برد. این نرم‌افزار مانند سایر نرم‌افزارهای طراحی گرافیک ساخت شرکت اَدوبی، قابلیت ایجاد فایل‌های پی‌دی‌اف را برای آسان‌سازی روند آماده‌سازی طرح‌ها برای چاپ یا پخش در اینترنت را دارد.

## تاریخچه
این‌دیزاین در واقع جانشین نرم‌افزار پیج‌میکر است. نرم‌افزار پیج‌میکر در ابتدا به کمپانی آدولس تعلق داشت، در اواخر ۱۹۹۴ ادوبی با خرید شرکت آدولس پیج‌میکر را از آن خود می‌کند؛ ولی چند سال بعد پیج میکر بازار خود را در رقابت با نرم‌افزار کمپانی کوارک، کوارک اکسپرس تقریباً از دست می‌دهد. کمپانی کوارک اظهار می‌دارد که قصد دارد سهام ادوبی را بخرد.
ادوبی پیشنهاد کوارک را رد کرده و در عوض کار بر روی یک نرم‌افزار تازه را آغاز می‌کند. این پروژه با اسم "شوکسان" توسط شرکت آلدوس آغاز می‌شود، سپس نامش به "K2" تغییر می‌کند و در نهایت در سال ۲۰۰۰ با نام این‌دیزاین منتشر می‌شود.

## نسخهٔ خاورمیانه
این نسخه امکان حروف‌چینی و صفحه‌آرایی را برای متونی که در زبان‌هایی مانند پارسی، عربی و عبری نگارش شده‌اند فراهم می‌آورد. از میان این قابلیت‌های این نسخه می‌توان به امکان درج حروف به صورت مستقیم در برنامه، تنظیم جهت و تراز یک متن، امکان ایجاد خطوط با طول مساوی (justification) و نگارش صحیح متونی که حاوی حروف دو تا چند زبان مختلف باشند اشاره کرد. این نسخه از نرم‌افزار را می‌توان با نرم‌افزار تکمیلی «تصمیم» خریداری کرد که قابلیت‌های پیشرفته برای نگارش خط‌های پیچیده مانند نستعلیق، درج حروف، اعراب و کشیدگی را دارا است.